# Pseudotrochalus longithorax
Pseudotrochalus longithorax är en skalbaggsart som beskrevs av Brenske 1903. Pseudotrochalus longithorax ingår i släktet Pseudotrochalus och familjen Melolonthidae. Inga underarter finns listade i Catalogue of Life.